# Дунавска зора
„Дунавска зора“ е български седмичник, излизал в Браила и Свищов в годините около Освобождението. Слоганът му е „Вестник за волните българи“.
Първоначално, между 1867 и 1870 г., вестникът излиза в Браила под редакцията на Добри Войников. През 1877 г. са отпечатани още два броя, а след Освобождението, след смъртта на Добри Войников, в Свищов излизат още 17 броя. В програмната статия на вестника се казва, че той „ще се старае да бъде искрений язик на болките и страданията на угнетения ни народ, на неговите справедливи оплаквания и на неговите законни правдини“. В нея се изтъква също, че българският народ трябва да използва „благоприятността на обстоятелствата“, без да се посочва ясен изход.
„Дунавска зора“ е вестник с интересно и разнообразно съдържание. В него се поместват материали за робското положение на българския народ, за революционните му прояви; вестникът пише с ентусиазъм и с революционна фразеология за подвизите на четите, които преминават в тогавашната Османска империя. Въпреки това „Дунавска зора“ не се приема за последователен, чисто революционен вестник. Изданието откликва на някои актуални въпроси – движението за самостоятелна българска църква, пише със симпатия за националноосвободителните движения в чужбина. Външнополитическата ориентация на „Дунавска зора“ е русофилска. По вътрешните въпроси линията му е колеблива – в последните си броеве той се отдалечава от революционната емиграция.
„Дунавска зора“ отделя много място за материали в областта на просветата, културата и книжнината. Заедно със статиите и информацията за българското училище се пише по въпросите на театъра и драматургията, както и за проявите на Българското книжовно дружество (поради което е смятан и за орган на дружеството). В „Дунавска зора“ не се публикуват произведения на художествената проза. Добре обаче е представена художествената публицистика – фейлетонът и публицистичният анекдот. Фейлетоните, поместени във вестника са решителна крачка в развитието на този нов жанр в българската възрожденска журналистика. В „Дунавска зора“ се публикуват и стихотворения от автори като Добри Войников, Райко Жинзифов, Никола Козлев, Иван Кършовски и други. В изданието Димитър Великсин отпечатва своите първи сонети.
В „Дунавска зора“ (бр.14, 12 февруари 1868) е поместено и стихотворение на Христо Ботев – „Към брата си“. Във вестника са публикувани и стихотворения от Васил Стоянов, В. Кулев. Под рубриката „Книжовни известия“ са обнародвани съобщения и отзиви за новоизлезли книги – за стихосбирки, за драмите на Добри Войников, за повестта на Фр. Гвераци „Беатриче Ченчи“, преведена от Д. Блъсков. В рубриката се появява и съобщение за все още неизлязлата книга на Христо Ботев – „Първи поетически опити – проза и стихотворения“. В „Дунавска зора“ е отпечатана интересна рецензия за „Черен Арап и хайдут Сидер“, в която се дава висока оценка на патриотичната поема на Козлев. Добри Войников организира значителен авторски колектив около вестника. В него освен посочените вече сътрудници влизат и Пандели Кисимов, Васил Друмев, Васил Берон, Васил Икономов и други.